# Campionati del mondo di atletica leggera 2023 - Marcia 20 km femminile
La specialità della marcia 20 km femminile dei campionati del mondo di atletica leggera 2023 si è svolta il 20 agosto a Budapest, in Ungheria.

## Podio
| Pos.    | Atleta              | Nazionalità | Tempo    |
| ------- | ------------------- | ----------- | -------- |
| Oro     | María Pérez         | Spagna      | 1h26'51" |
| Argento | Jemima Montag       | Australia   | 1h27'16" |
| Bronzo  | Antonella Palmisano | Italia      | 1h27'26" |

## Situazione pre-gara

### Record
Prima di questa competizione, il record del mondo (RM) e il record dei campionati (RC) erano i seguenti.
| Record | Prestazione | Atleta                   | Data                              | Competizione  |
| ------ | ----------- | ------------------------ | --------------------------------- | ------------- |
|        | 1h23'49"    | Yang Jiayu Cina          | 20 marzo 2015 Huangshan, Cina     |               |
|        | 1h25'41"    | Olimpiada Ivanova Russia | 7 agosto 2005 Helsinki, Finlandia | Mondiali 2005 |

### Campionesse in carica
Le campionesse in carica, a livello mondiale e olimpico, erano:
| Campionesse | Atleta                     | Prestazione | Data                                         | Competizione                 |
| ----------- | -------------------------- | ----------- | -------------------------------------------- | ---------------------------- |
| Olimpico    | Antonella Palmisano Italia | 1h29'12"    | 6 agosto 2021 Sapporo, Giappone              | Giochi della XXXII Olimpiade |
| Mondiale    | Kimberly García Perù       | 1h26'58"    | 16 luglio 2022 Eugene, Stati Uniti d'America | Mondiali 2022                |

## Qualificazione
Il tempo minimo per la qualificazione alla gara era fissato in 1 ora, 29 minuti e 20 secondi.

## Risultati
La gara si è svolta il 20 agosto alle 07:15.
| Pos.    | Atleta                           | Nazionalità | Tempo    | Note                                     |
| ------- | -------------------------------- | ----------- | -------- | ---------------------------------------- |
| Oro     | María Pérez                      | Spagna      | 1h26'51" |                                          |
| Argento | Jemima Montag                    | Australia   | 1h27'16" | ~                                        |
| Bronzo  | Antonella Palmisano              | Italia      | 1h27'26" | Miglior prestazione personale stagionale |
| 4       | Kimberly García León             | Perù        | 1h27'32" |                                          |
| 5       | Alegna González                  | Messico     | 1h27'36" | ~                                        |
| 6       | Glenda Morejón                   | Ecuador     | 1h27'40" | ~                                        |
| 7       | Ma Zhenxia                       | Cina        | 1h28'30" | ~                                        |
| 8       | Viviane Lyra                     | Brasile     | 1h28'36" | ~                                        |
| 9       | Ana Cabecinha                    | Portogallo  | 1h28'49" | > ~                                      |
| 10      | Olena Sobchuk                    | Ucraina     | 1h28'50" | ~                                        |
| 11      | Lyudmila Olyanovska              | Ucraina     | 1h29'36" | ~                                        |
| 12      | Yang Jiayu                       | Cina        | 1h29'40" |                                          |
| 13      | Erica Sena                       | Brasile     | 1h29'53" | >                                        |
| 14      | Nanako Fujii                     | Giappone    | 1h30'10" |                                          |
| 15      | Antigónī Ntrismpiōtī             | Grecia      | 1h30'19" |                                          |
| 16      | Clémence Beretta                 | Francia     | 1h30'43" | ~                                        |
| 17      | Liu Hong                         | Cina        | 1h30'43" |                                          |
| 18      | Pauline Stey                     | Francia     | 1h31'20" |                                          |
| 19      | Hanna Shevchuk                   | Ucraina     | 1h31'44" | >                                        |
| 20      | Eleonora Anna Giorgi             | Italia      | 1h31'45" | PZ120 ~                                  |
| 21      | Camille Moutard                  | Francia     | 1h32'18" | ~                                        |
| 22      | Valentina Trapletti              | Italia      | 1h32'57" |                                          |
| 23      | Vitória Oliveira                 | Portogallo  | 1h33'04" | >                                        |
| 24      | Rachelle De Orbeta               | Porto Rico  | 1h33'19" | ~                                        |
| 25      | Johana Ordóňez                   | Ecuador     | 1h33'58" |                                          |
| 26      | Gabriela De Sousa                | Brasile     | 1h33'59" |                                          |
| 27      | Eliška Martínková                | Rep. Ceca   | 1h34'02" | ~                                        |
| 28      | Antia Chamosa                    | Spagna      | 1h34'20" | ~                                        |
| 29      | Saskia Feige                     | Germania    | 1h34'49" |                                          |
| 30      | Ayane Yanai                      | Giappone    | 1h34'59" |                                          |
| 31      | Mary Luz Andia                   | Perù        | 1h35'38" | ~                                        |
| 32      | Rebecca Henderson                | Australia   | 1h35'51" | ~                                        |
| 33      | Barbara Oláh                     | Ungheria    | 1h35'55" |                                          |
| 34      | Viktória Madarász                | Ungheria    | 1h36'13" |                                          |
| 35      | Yukiko Umeno                     | Giappone    | 1h36'52" |                                          |
| 36      | Sofia Ramos Rodríguez            | Messico     | 1h37'49" | ~                                        |
| 37      | Kyriaki Filtisakou               | Grecia      | 1h37'51" |                                          |
| 38      | Paula Milena Torres              | Ecuador     | 1h38'03" |                                          |
| 39      | Angela Melania Castro Chirivechz | Bolivia     | 1h40'01" |                                          |
| 40      | Valeria Ortuño                   | Messico     | 1h40'53" |                                          |
| -       | Lorena Arenas                    | Colombia    | dnf      | PZ120 ~                                  |
| -       | Meryem Bekmez                    | Turchia     | dnf      |                                          |
| -       | Emily Wamusyi Ngii               | Kenya       | dnf      | >                                        |
| -       | Maritza Rafaela Poncio           | Guatemala   | dnf      |                                          |
| -       | Evelyn Inga                      | Perù        | dq       | TR54.7.5 ~                               |
| -       | Olivia Sandery                   | Australia   | dq       | TR54.7.5 >                               |
| -       | Katarzyna Zdziebło               | Polonia     | dq       | TR54.7.5 ~ > ~                           |
| -       | Christina Papadopoulou           | Grecia      | dns      |                                          |